# Liste des archevêques de Malines-Bruxelles
Pour un article plus général, voir Archidiocèse de Malines-Bruxelles.
L'archidiocèse de Malines est créé par la bulle pontificale de Paul IV Super Universas (12 mai 1559), qui réforme l'organisation ecclésiastique des Pays-Bas des Dix-Sept Provinces au début du règne de Philippe II, souverain des Pays-Bas ainsi que roi d'Espagne. 

## Historique
Les six diocèses traditionnels, remontant au début du Moyen Âge, dépendant d'archidiocèses extérieurs (Reims et Cologne), sont remplacés par dix-huit diocèses, dont trois archidiocèses : Cambrai, Utrecht et Malines. Bien que les deux premiers soient très anciens (Cambrai date du VIe siècle, Utrecht du VIIe siècle), c'est le diocèse de Malines, créé comme archidiocèse, qui devient siège primatial, ce qui s'explique par son importance dans le gouvernement des Pays-Bas, notamment en tant que siège du Grand conseil des Pays-Bas, cour judiciaire de plus haut rang. 
Il faut attendre 1961 pour que Bruxelles, capitale du duché de Brabant, siège du gouvernorat des Pays-Bas espagnols depuis le milieu du XVIe siècle, capitale du royaume de Belgique à partir de 1830, soit associée à Malines dans ce qui est depuis lors appelé « archidiocèse de Malines-Bruxelles ».

## Archevêques de Malines
1. 1561-1582 : Antoine Perrenot de Granvelle[1], créé cardinal en 1562.
2. 1583-1589 : Jean Hauchin[1]
3. 1589-1596 : ?
4. 1596-1620 : Matthias Hovius[1]
5. 1621-1655 : Jacobus Boonen[1]
6. 1657-1666 : Andreas Creusen[1]
7. 1667-1668 : Jean de Wachtendonck[1]
8. 1670-1689 : Alphonse de Berghes[1]
9. 1690-1711 : Humbert Guillaume de Precipiano[1]
10. 1715-1759 : Thomas-Philippe d'Alsace de Hénin-Liétard[1], créé cardinal en 1719.
11. 1759-1801 (démission) : Jean-Henri de Frankenberg[1], créé cardinal en 1778.
12. 1802-1809 (démission) : Jean-Armand de Roquelaure[1]
13. 1809-1815 (démission) : Dominique Dufour de Pradt[1]
14. 1817-1831 : François-Antoine de Méan de Beaurieux[1], dernier prince-évêque de Liège (de 1792 à 1801).
15. 1832-1867 : Engelbert Sterckx[1], créé cardinal en 1838.
16. 1867-1883 : Victor-Auguste Dechamps[1], C.Ss.R., créé cardinal en 1875.
17. 1884-1906 : Pierre-Lambert Goossens[1], créé cardinal en 1889.
18. 1906-1926 : Désiré-Joseph Mercier[1], créé cardinal en 1907.
19. 1926-1961 : Joseph-Ernest Van Roey[1], créé cardinal en 1927.

Le 8 décembre 1961 l'archidiocèse de Malines devient « archidiocèse de Malines-Bruxelles » et la collégiale Saints-Michel et Gudule de Bruxelles devient une cocathédrale.

## Archevêques de Malines-Bruxelles
1. 1961-1979 : Léon-Joseph Suenens[1], créé cardinal en 1962[2].
2. 1979-2010 : Godfried Danneels[1], créé cardinal en 1983[3].
3. 2010-2015 : André Léonard[1].
4. 2015-2023 : Jozef De Kesel[1], créé cardinal en 2016[4].
5. depuis 2023 : Luc Terlinden[1]